# Preis für einen bayerischen Kleinverlag
Der Preis für einen bayerischen Kleinverlag wird seit 2009 vom Bayerischen Staatsminister für Wissenschaft und Kunst vergeben. Er ist mit 7500 Euro dotiert und soll die Leistungen bayerischer Verleger würdigen, die auf dem Buchmarkt mit qualitätvollen Programmen und eigenen gestalterischen Profilen ihrer kleinen und unabhängigen Verlage die Verlagslandschaft wesentlich bereichern.

## Preisträger
- 2009 – Mixtvision Verlag, München[2]
- 2010 – lichtung verlag, Viechtach
- 2011 – Edition Fünf, Gräfelfing
- 2012 – starfruit publications, Nürnberg
- 2013 – Horncastle Verlag, München
- 2014 – Volk Verlag, München
- 2015 – Sieveking Verlag, München
- 2016 – Lohrbär-Verlag, Regensburg
- 2017 – MaroVerlag, Augsburg
- 2018 – Büro Wilhelm Verlag